# سیارک ۱۵۰۹
سیارک ۱۵۰۹ (به انگلیسی: 1509 Esclangona، نامگذاری:1938YG) هزار و پانصد و نهمین سیارک کشف شده‌است که در ۲۱ دسامبر ۱۹۳۸ و در نیس کشف شد.
قدر مطلق سیارک برابر ۱۲٫۶۴ است.